# Bezirksamt Radolfzell
| Basisdaten            | Basisdaten          |
| --------------------- | ------------------- |
| Staat                 | Großherzogtum Baden |
| Landeskommissärbezirk | Konstanz            |
| Sitz                  | Radolfzell          |
| Bestandszeitraum      | 1810–1872           |
| Einwohner             | 17.991 (1864)       |
| Gemeinden             | 26 (1864)           |

Das Bezirksamt Radolfzell, auch als Amt Radolfzell bezeichnet, war von 1810 bis 1872 ein Verwaltungsbezirk im Großherzogtum Baden. Sein Gebiet gehört heute zum Landkreis Konstanz in Baden-Württemberg.

## Geschichte
Die Stadt Radolfzell mitsamt den umliegenden Dörfern gehörte im 18. Jahrhundert zum Oberamt Nellenburg in Vorderösterreich. Das Gebiet fiel 1805 an das Königreich Württemberg und gelangte durch den Grenzvertrag zwischen Württemberg und Baden 1810 an das Großherzogtum Baden. Im dortigen Seekreis wurde daraufhin das Amt Radolfzell eingerichtet, das anfänglich die Stadt Radolfzell sowie unter anderem die Orte Bohlingen, Gailingen, Wangen und Worblingen umfasste. In der Folgezeit kam es noch zu einigen Gebietsänderungen.
Ab 1864 gehörte das Amt Radolfzell, nun explizit Bezirksamt genannt, zum Kreis Konstanz im Landeskommissärbezirk Konstanz. Durch eine Landesherrliche Verordnung wurde das Bezirksamt Radolfzell zum 1. Mai 1872 aufgelöst. Seine Gemeinden wurden in das Bezirksamt Konstanz eingegliedert.

## Einwohnerentwicklung
| Jahr | Einwohner | Quelle |
| ---- | --------- | ------ |
| 1814 | 10.439    | [ 6 ]  |
| 1834 | 13.182    | [ 7 ]  |
| 1852 | 16.617    | [ 8 ]  |
| 1864 | 17.991    | [ 9 ]  |

## Gemeinden
Die folgende Tabelle enthält die Gemeinden, die dem Bezirksamt Radolfzell angehörten, ihre Einwohnerzahl bei der Volkszählung von 1864 sowie ihre heutige Zugehörigkeit. Alle heutigen Gemeinden gehören zum Landkreis Konstanz.  
| Gemeinde           | Einwohner | Heutige Zugehörigkeit  |
| ------------------ | --------- | ---------------------- |
| Arlen              | 702       | Rielasingen-Worblingen |
| Bankholzen         | 289       | Moos                   |
| Bietingen          | 404       | Gottmadingen           |
| Bohlingen          | 1031      | Singen (Hohentwiel)    |
| Böhringen          | 648       | Radolfzell am Bodensee |
| Büsingen           | 805       | Büsingen am Hochrhein  |
| Friedingen         | 555       | Singen (Hohentwiel)    |
| Gaienhofen         | 309       | Gaienhofen             |
| Gailingen          | 1962      | Gailingen am Hochrhein |
| Gottmadingen       | 904       | Gottmadingen           |
| Gundholzen         | 144       | Gaienhofen             |
| Hausen an der Aach | 292       | Singen (Hohentwiel)    |
| Hemmenhofen        | 269       | Gaienhofen             |
| Horn               | 299       | Gaienhofen             |
| Iznang             | 324       | Moos                   |
| Moos               | 306       | Moos                   |
| Öhningen           | 1081      | Öhningen               |
| Radolfzell (Stadt) | 1556      | Radolfzell am Bodensee |
| Randegg            | 1000      | Gottmadingen           |
| Rielasingen        | 839       | Rielasingen-Worblingen |
| Schienen           | 386       | Öhningen               |
| Singen             | 1624      | Singen (Hohentwiel)    |
| Überlingen am Ried | 423       | Singen (Hohentwiel)    |
| Wangen             | 699       | Öhningen               |
| Weiler             | 294       | Moos                   |
| Worblingen         | 846       | Rielasingen-Worblingen |